# Arnaldo Faustini
Arnaldo Faustini (Roma, 13 novembre 1872 – San Rafael, 7 ottobre 1944) è stato un cartografo, geografo e scrittore italiano, specializzato nelle zone polari del pianeta, da alcuni considerato il primo sud-europeo specialista di quei luoghi.

## Biografia
Nato a Roma nel 1872, Faustini conseguì qui, presso l'Università degli Studi di Roma "La Sapienza", il suo dottorato in geografia all'età di 21 anni e sempre a Roma entrò a far parte della redazione di un quotidiano come redattore scientifico. Particolarmente appassionato di tutto ciò che riguardava le regioni polari, Faustini pubblicò ben 19 libri, oltre a numerosi articoli, su vari argomenti inerenti ai Poli.
Questa passione gli permise anche di conoscere personalmente i più famosi esploratori polari come Roald Amundsen, Ernest Shackleton, Robert Falcon Scott e Adrien de Gerlache. Proprio di quest'ultimo, che fu a capo della spedizione belga in Antartide condotta tra il 1897 e il 1899, Faustini tradusse il resoconto di viaggio, originariamente scritto in francese, disegnando anche la mappa dell'area esplorata dai membri della spedizione e ricevendo in cambio dallo stesso de Gerlache, come segno di gratitudine, la bandiera della RV Belgica, la nave della spedizione.
Nel 1915 Faustini fu invitato dall'esploratore polare Adolphus Greely a tenere una serie di conferenze negli Stati Uniti d'America e, proprio nel corso di una lettura presso la Columbia University, egli incontrò Amelia Del Colle, che più tardi divenne sua moglie.
Al di là del suo interesse per i Poli e per la geografia in generale, Faustini si interessò anche di geomorfologia. In un manoscritto mai pubblicato risalente al 1918 ed intitolato Catalogo Descrittivo di Ponti ed Archi Naturali, riguardante, come dice il titolo, archi naturali di tutto il mondo, egli scrisse: "Completo sotto ogni punto di vista, per una futura, eventuale pubblicazione - testo, schizzi topografici, illustrazioni, contenuti, indici, ecc..., penso sia il mio più grande lavoro di geografia fisica."

## Opere

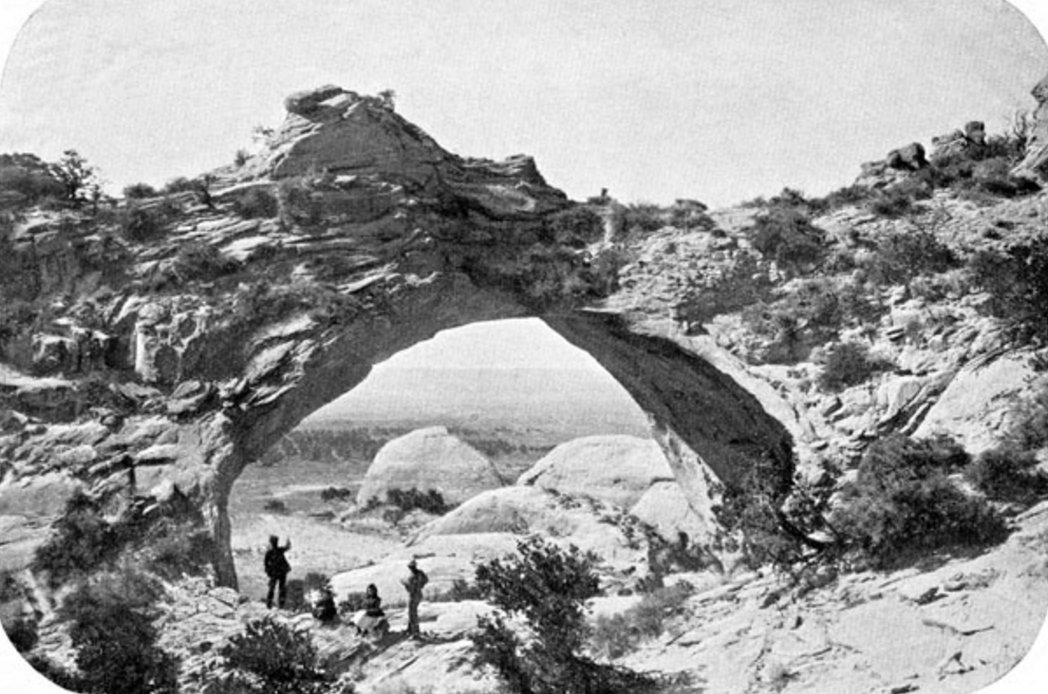
Un'immagine dell'arco di Window Rock presente nel Catalogo Descrittivo di Ponti ed Archi Naturali (1918).

Di seguito una lista parziale delle opere di Arnaldo Faustini:
- 1902 : Una questione artica
- 1908 : Altre osservazioni sulle "Appearances of land" nella zona polare antartica
- 1908 : Le Terre Polari. Sguardo generale alla loro storia e geografia dai tempi più lontani ad oggi (con 176 illustrazioni e 2 mappe a colori)
- 1909 : Cook e Peary
- 1912 : Luigi Amedeo di Savoia, duca degli Abruzzi (con 4 mappe)
- 1912 : Gli Eschimesi. La razza: gli usi e i costumi: folklore (con 14 illustrazioni)
- 1920 : Gli Esploratori. (con 58 illustrazioni e 6 mappe)
- 1923 : Le memorie dell'Ingegnere Andrée (dedicato alla memoria dell'esploratore polare Salomon August Andrée (1854—1897))

## Riconoscimenti
- Nel 1994, l'Unione Astronomica Internazionale ha intitolato ad Arnaldo Faustini un cratere lunare, chiamato appunto Cratere Faustini.
- Gli scritti originale di Faustini sono conservati negli archivi dell'Istituto Geografico Polare "Silvio Zavatti" di Fermo, dove una sala porta il nome dello stesso Faustini.